# Havensight
Havensight est une localité de l'île de Saint Thomas, dans les îles Vierges des États-Unis. Située à trois kilomètres à l'est de Charlotte Amalie, la capitale, cette zone touristique et commerciale abrite un quai accueillant de nombreux paquebots de croisière. Le point de base du St. Thomas Skyride, un téléphérique touristique conduisant au point de vue de Paradise Point, se trouve également à Havensight.